# Dwars door België 1997
La Dwars door België 1997, cinquantaduesima edizione della corsa, si svolse il 26 marzo su un percorso con partenza ed arrivo a Waregem. Fu vinta dal belga Andrei Tchmil della squadra Lotto-Mobistar-Isoglass davanti al francese Ludovic Auger e all'altro belga Hans De Clercq.

## Ordine d'arrivo (Top 10)
| Pos. | Corridore         | Squadra                     | Tempo    |
| ---- | ----------------- | --------------------------- | -------- |
| 1    | Andrei Tchmil     | Lotto-Mobistar-Isoglass     | 4h50'00" |
| 2    | Ludovic Auger     | BigMat-Auber 93             | a 10"    |
| 3    | Hans De Clercq    | Palmans-Lystex              | a 44"    |
| 4    | Lars Michaelsen   | TVM-Farm Frites             | a 0"     |
| 5    | Martin Hvastija   | Cantina Tollo               | s.t.     |
| 6    | Peter Van Petegem | TVM-Farm Frites             | s.t.     |
| 7    | Léon van Bon      | Rabobank                    | s.t.     |
| 8    | Jo Planckaert     | Lotto-Mobistar-Isoglass     | s.t.     |
| 9    | Wim Vansevenant   | Vlaanderen 2002-Eddy Merckx | s.t.     |
| 10   | Geert Van Bondt   | Vlaanderen 2002-Eddy Merckx | s.t.     |